# Imagine de disc optic
O imagine de disc optic (sau imagine ISO, din sistemul de fișiere ISO 9660 utilizat cu mediile CD-ROM) este o imagine de disc care conține totul ce va fi înscris pe un disc optic, sector de disc cu sector de disc, incluzând sistemul de fișiere al discului optic disc .